# Croce del Millennio
La Croce del Millennio (in macedone: Милениумски крст) è una struttura situata sulla cima del monte Vodno, a Skopje, nella capitale della Macedonia del Nord.

## Struttura
Costruita per servire da monumento ai 2000 anni di cristianesimo in Macedonia del Nord e nel mondo, con i suoi 66 metri di altezza, oggi è una delle croci più alte della Terra.

## Storia
La costruzione della croce è iniziata nel 2002 ed è stata finanziata dalla Chiesa ortodossa macedone, dal governo macedone e dalle donazioni dei macedoni di tutto il mondo. La croce fu costruita sul punto più alto della montagna di Vodno in un luogo conosciuto fin dai tempi dell'impero ottomano come "Krstovar", che significa "luogo della Croce", poiché in quel luogo si trovava una croce più piccola.
L'8 settembre 2008, Giorno dell'indipendenza della Repubblica di Macedonia, è stato installato un ascensore all'interno della Croce.